# ソウル基督大学校
ソウル基督大学校（ソウルきりすとだいがっこう、朝鮮語: 서울기독대학교、英語: Seoul Christian University）は、大韓民国の私立大学。ソウル特別市恩平区に本部を置く。

## 歴史
ソウル基督大学校は1937年、アメリカ人宣教師ジェームスが京畿道京城府松月町（現・ソウル特別市鐘路区橋南洞松月洞）に建てた教会と神学校が始まり。1963年、学校名を聖書神学校とする。
1965年3月、ソウル特別市龍山区元曉路に大韓基督教神学校が建てられ、初代学長に崔潤権が就任する。学科は神学科のみで学生30名が入学した。1969年、龍山区孝昌洞に移転する。1972年、学校法人還元学園が認可され、また大韓基督教神学校は4年制の各種学校に指定される。1982年、聖書神学校が大韓基督教神学校と合併する。
1985年2月、大学学歴認定の許可を得る。3月には龍山区孝昌洞から恩平区新寺洞に移転する。1997年に大韓基督教大学校に改編され、1999年12月、ソウル基督大学校に改名される。

## 組織

### 学部
- 神学科
- 社会福祉学科
- 国際経営情報学科
- 舞踊学科
- 音楽学科

### 大学院
- 一般大学院
  - 神学科
  - 社会福祉学科
- 神学専門大学院
- 社会福祉大学院
- 治癒相談大学院

### 附設機關
- ソウル基督大学校 国際交流院